# 佐山駿介
佐山 駿介（さやま しゅんすけ、1996年8月26日 - ）は、日本のプロレスラー。

## 来歴
中学生の時にWWEを見てプロレスラーを志す。パンクラスP's LAB横浜に入会し総合格闘技を学び、高校3年時にASUKA PROJECTに入門。
2017年5月3日、ASUKA PROJECT横浜ラジアントホール大会でデビュー（vs阿部史典）。
デビュー直後から他団体参戦に積極的で、WRESTLE-1、プロレスリングACE、プロレスリングFREEDOMS、プロレスリングSECRET BASE、北都プロレス、J-Stage、KAIENTAI DOJO、プロレスリングHEAT-UP、BRAVESなど参戦団体は多岐に渡る。またオーストラリアやアメリカに海外遠征も行っている。
2018年3月24日、WNC王座争奪1DAYトーナメントにおいて決勝に進出するも、木藤裕次に敗れ準優勝に終わる。
6月13日、新日本プロレス「LION'S GATE PROJECT13」に参戦し、成田蓮とシングルで対戦。
2019年3月18日、所属していたASUKA PROJECTが解散。以後フリーとして活動。
4月9日、FREEDOMS新木場1stRING大会で行われた「ヤングダムズワンデートーナメント2019」に優勝。
12月10日、ガッツ石島が設立したプロレス団体「TTTプロレスリング」に入団。
2021年6月13日をもって引退を発表。眼底骨折でドクターストップがかかる。

## 得意技
バズソーキック
仰向けになった相手の上半身を起こして相手の左側頭部を振り抜いた右足の甲で蹴り飛ばす。
各種キック

## 入場曲
- Flying B（AK-69）

## タイトル歴
- CCWカナディアンヘビー級王座